# ناتج محلي إجمالي
| over $64,000 $32,000–64,000 $16,000–32,000 $8,000–16,000 $4,000–8,000 | $2,000–4,000 $1,000–2,000 $500–1,000 below $500 unavailable |

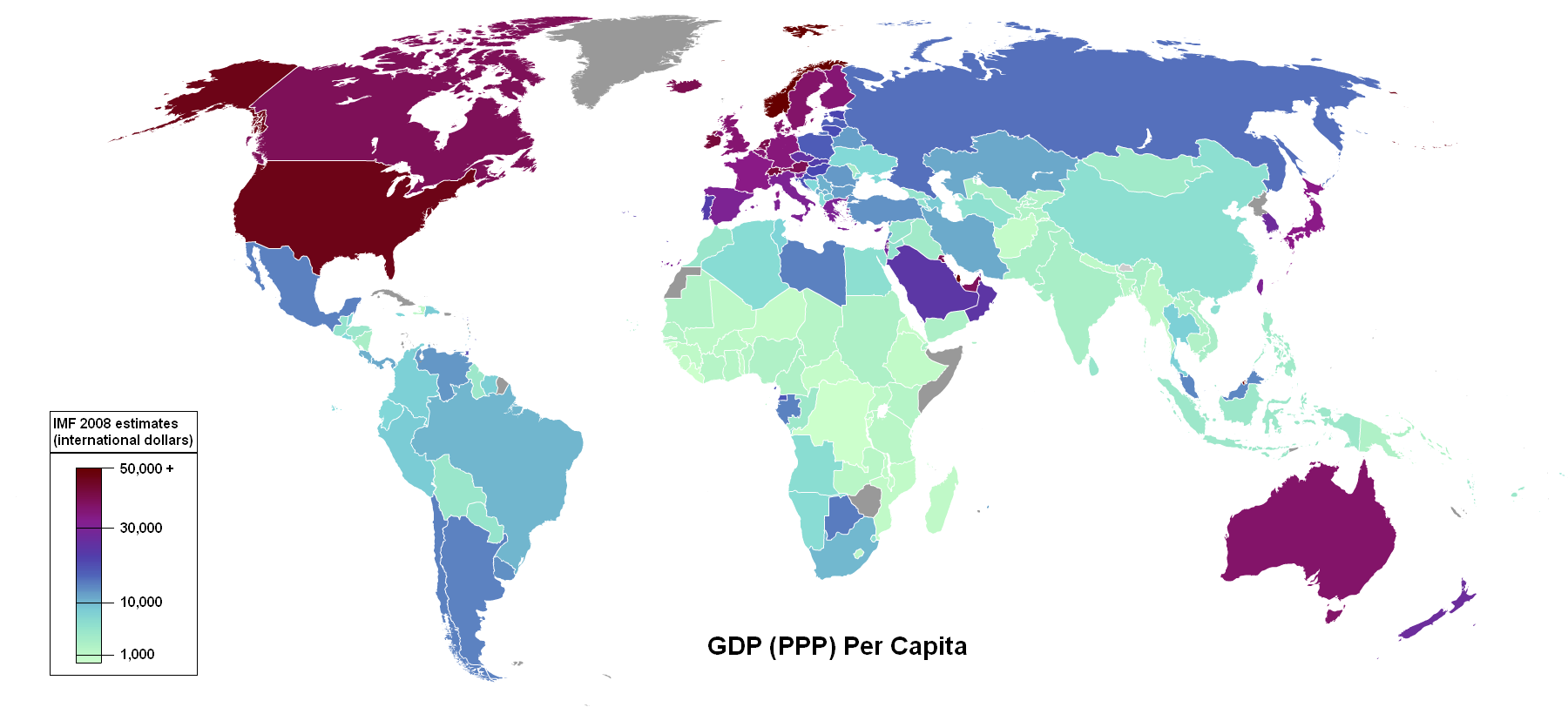
إجمالي الناتج المحلي (تعادل القدرة الشرائية) حسب الفرد (صندوق النقد الدولي، 2008)

الناتج المحلي الإجمالي (بالإنجليزية: Gross domestic product)‏ هو المقياس النقدي للقيمة السوقية لكل السلع والخدمات المنتجة في فترة زمنية محددة. لكن الناتج المحلي الإجمالي (الاسمي) للفرد لا يعكس الاختلافات في تكاليف المعيشة ومستويات التضخم في البلدان، ومن ثم فإن استعمال الناتج الإجمالي المحلي للفرد على تعادل القوة الشرائية قد يكون أنفع عند مقارنة مستويات المعيشة بين البلدان، أما الناتج المحلي الإجمالي الاسمي فهو أنفع عند مقارنة الاقتصادات الوطنية في السوق الدولية. يمكن تقسيم الناتج الإجمالي المحلي إلى إسهامات كل صناعة أو قطاعة في الاقتصاد. تسمى نسبة الناتج الإجمالي المحلي إلى إجمالي عدد السكان في المنطقة نصيب الفرد من الناتج الإجمالي المحلي (أو الناتج الإجمالي المحلي للشخص الواحد)، وهو نفسه متوسط مستوى المعيشة.

خريطة الدول حسب الناتج المحلى الإجمالي بالدولار الأمريكي لعام 2014.

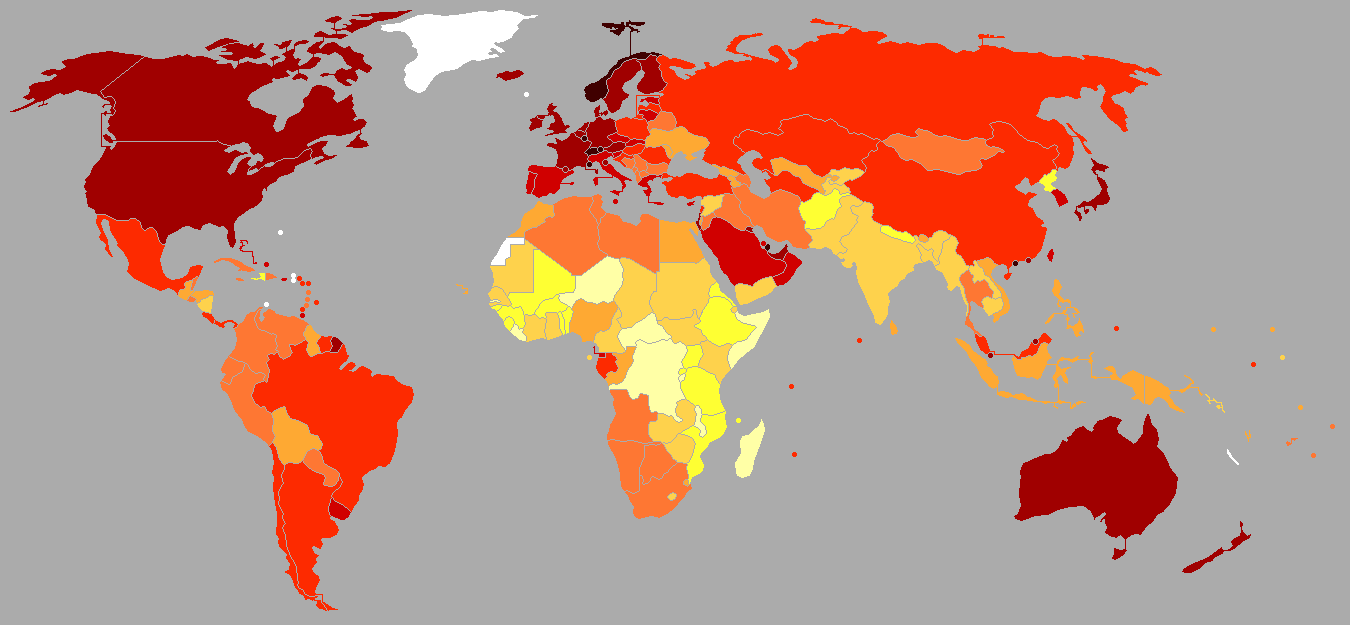
الدول حسب إجمالي الناتج المحلي (الاسمي) لعام 2015 حسب الفرد إجمالي الناتج القومي (GNP) يختلف عن إجمالي الناتج المحلي (GDP) لأنه يأخذ في اعتباره السلع التي تُنتَج في دول أخرى.

يحافظ عدد من المنظمات الاقتصادية الوطنية والعالمية على تعريفات الناتج الإجمالي المحلي. تعرّف منظمة التعاون الاقتصادي والتنمية الناتج المحلي الإجمالي بأنه «مقياس إجمالي للإنتاج يساوي مجموع كل القيم الإجمالية التي أضافها كل السكان والمؤسسات المشاركون في الإنتاج والخدمات (بالإضافة إلى أي ضريبة، وبطرح الدعم في المنتجات غير المشمولة في قيم مخرجاتها)». صرّح صندوق النقد الدولي بأن «الناتج المحلي الإجمالي يقيس القيمة النقدية لكل سلع المستهلكين والخدمات -التي يشتريها المستهلك- المنتَجة في بلد ما في فترة ما من الزمن (عام أو ربع عام مثلًا)».
يستعمل الناتج المحلي الإجمالي عادةً مقياسًا للمقارنات الدولية، ومعيارًا واسعًا للتقدم الاقتصادي. ويعتبر عادةً «أقوى محدد اقتصادي على التنمية والتقدم في بلد ما». ولكن ناقدي دلالة النمو يقولون عادة إن الناتج المحلي الإجمالي لم يكن يومًا مقصودًا به قياسُ التقدم، وأنه يترك كثيرًا من العوامل الخارجية الأخرى، مثل استثمار الموارد، والآثار البيئية، والعمل غير المدفوع في البلد. يقترح الناقدون كثيرًا نماذج اقتصادية بديلة، منها اقتصاد الدونت الذي يستعمل معايير أخرى للنجاح أو محددات أخرى مثل مؤشر الحياة الأفضل الذي تصدره منظمة التعاون الاقتصادي والتنمية، ويرون أن هذه المناهج أفضل في قياس أثر الاقتصاد على التنمية والرفاهية البشرية.

## التاريخ
ابتكر ويليام بيتي مفهومًا بسيطًا للناتج المحلي الإجمالي ليهاجم ملّاك الأراضي الذين فرضوا ضرائب غير عادلة أيام الحرب بين الهولنديين والإنكليز بين عامي 1654 و1676. طوّر تشارلز ديفنانت هذه الطريقة أكثر في عام 1695. كان سيمون كزنتس أول من طور المفهوم الحديث للناتج المحلي الإجمالي في تقرير له مرسَل إلى الكونغرس عام 1934، حذّر فيه من استخدام هذا المقياس لقياس الرفاهية. بعد مؤتمر بريتون وودز عام 1944، أصبح الناتج المحلي الإجمالي الأداة الرئيسة في قياس اقتصاد أي بلد. في ذلك الوقت كان الناتج الوطني الإجمالي تقديرًا مفضَّلًا، وكان مختلفًا عن الناتج المحلي الإجمالي من حيث أنه يقيس إنتاج المواطنين داخل وطنهم وخارجه، لا «الوحدات المؤسسية القاطنة» في البلد نفسه (انظر تعريف منظمة التعاون الاقتصادي والتنمية أعلاه). كان الانتقال من الناتج الوطني الإجمالي إلى الناتج المحلي الإجمالي في الولايات المتحدة عام 1991، بعد معظم الدول الأخرى. كان الدور الذي لعبته قياسات الناتج المحلي الإجمالي في الحرب العالمية الثانية مهمًّا للقبول السياسي اللاحق لقيم الناتج المحلي الإجمالي على أنها دالة على التنمية والتقدم الوطني. لعبت وزارة التجارة في الولايات المتحدة هنا دورًا مهمًّا في عهد ملتون جلبرت، حيثُ جُسّدت أفكار كزنتس في مؤسسات.
ينبغي التفريق بين تاريخ مفهوم الناتج المحلي الإجمالي وتاريخ التغيرات في طريقة تقديره. القيمة التي تضيفها الشركات سهلة الحساب من سجلات الشركات نفسها، ولكن القيمة التي يضيفها القطاع العام، والصناعات المالية، وإنتاج الأصول غير الملموسة، أصعب حسابًا وأشد تعقيدًا. هذه الأنشطة متزايدة الأهمية في الاقتصادات المتطورة، والأعراف الدولية الحاكمة لتقديرها وإدخالها أو إخراجها من الناتج المحلي الإجمالي تتغير كل فترة محاولةً لمواكبة التطورات في الصناعة. بعبارة أحد الاقتصاديين الأكاديميين: «إن رقم الناتج المحلي الإجمالي، من ثم، نتيجة شبكة من الإحصائيات ومجموعة معقدة من العمليات التي تجري على بيانات خامة لتضمينها في إطار عمل مفهومي».
أصبح الناتج المحلي الإجمالي عالميًّا حقًّا عام 1993 عندما اعتمدته الصين وسيلةً لقياس الأداء الاقتصادي. قبل ذلك، كانت الصين تعتمد على نظام المحاسبة الوطني المستوحى من الماركسية.

## تحديد الناتج المحلي الإجمالي
يمكن تحديد الناتج المحلي الإجمالي بثلاث طرائق، يجب أن تعطي كلها النتيجة نفسها نظريًّا. هذه الطرائق هي طريقة الإنتاج (أو القيمة المضافة)، وطريقة الدخل، وطريقة الاستهلاك المخمَّن. تمثّل هذه الطرائق إجمالي مدخلات الاقتصاد ومخرجاته.
أكثر هذه الطرائق مباشرة هي طريقة الإنتاج، إذ تجمع مخرجات كل صنف من الأعمال لتصل إلى الإجمالي. تعمل طريقة الاستهلاك على مبدأ أن كل منتج لا بد أن يشتريه أحد، ومن ثم فإن القيمة الإجمالية للمنتجات يجب أن تساوي القيمة الإجمالية لشراء الناس للأشياء. تعمل طريقة الدخل على مبدأ أن كل مدخلات العوامل المنتجة («المنتجين»، بالعامية) يجب أن تكون مساوية لقيمة منتجاتهم، ويتحدد الناتج المحلي الإجمالي بجمع كل هذه المدخلات.

## الناتج المحلي الإجمالي والدخل الوطني الإجمالي
يمكن المقارنة بين الناتج المحلي الإجمالي والناتج الوطني الإجمالي المعروف اليوم باسم الدخل الوطني الإجمالي. الفرق هو أن الناتج المحلي الإجمالي مجاله معرّف بالمكان، أما الناتج الوطني الإجمالي فمجاله معرّف بالملكية. في سياق عالمي، الناتج المحلي الإجمالي العالمي والناتج الوطني الإجمالي العالمي، متساويان.
الناتج الإجمالي المحلي هو المنتجات المنتجة في حدود الدولة، أما الناتج الوطني الإجمالي فهو المنتجات التي تنتجها شركات يملكها مواطنو الدولة. يتساوى المقياسان إذا كانت كل الشركات الإنتاجية في بلد ما مملوكة لمواطنيه، وكان المواطنون غير مالكين لأي شركة منتجة في بلدان أخرى. لكن عمليًّا، الملكية الأجنبية تنشئ فرقًا بين المقياسين. الإنتاج في حدود البلد، إذا كان على يد شركة مملوكة لأجنبي، يحسَب في الناتج المحلي الإجمالي ولا يحسب في الناتج الوطني الإجمالي، أما الإنتاج خارج البلد، إذا كان صاحبه مواطنًا في البلد، فيُحسَب في الناتج الوطني الإجمالي ولا يحسب في الناتج المحلي الإجمالي.
فعلى سبيل المثال، الناتج الوطني الإجمالي في الولايات المتحدة الأمريكية هو المخرجات التي تنتجها الشركات التي يملكها أمريكيون، بصرف النظر عن مكان الشركات. كذلك، إذا ازدادت ديون دولة، وكانت تصرف مقادير كبيرة من الدخل لدفع هذا الدين، فسيظهر هذا في نقصان الناتج الوطني الإجمالي لا بنقصان الناتج المحلي الإجمالي. كذلك إذا باعت دولة ما مواردها لكيانات من خارج البلد، فسيظهر هذا في نقصان الناتج الوطني الإجمالي لا بنقصان الناتج المحلي الإجمالي. هذا هو ما يجعل الناتج المحلي الإجمالي أجذَب للسياسيين في الدول التي فيها ديون متزايدة وأصول متناقصة.
الدخل الوطني الإجمالي يساوي الناتج المحلي الإجمالي مضافًا إليه الفواتير الآتية من بقية العالم منقوصًا منه مدفوعات الدخل المدفوعة إلى بقية العالم.
في عام 1991، انتقلت الولايات المتحدة من استعمال الناتج الوطني الإجمالي إلى استخدام الناتج المحلي الإجمالي وسيلةً أساسية لقياس الإنتاج. تظهر العلاقة بين المقياسين في الولايات المتحدة في الجدول 1.7.5 في حسابات الدخل والإنتاج الوطنية.

## القياس الوطني
في كل بلد، يقاس الناتج الإجمالي المحلي عادةً على يد وكيل إحصائي حكومي، لأن منظمات القطاع الخاص لا يكون لها عادةً وصول إلى المعلومات اللازمة (لا سيما معلومات استهلاك وإنتاج الحكومات).

## تحديد إجمالي الناتج القومي

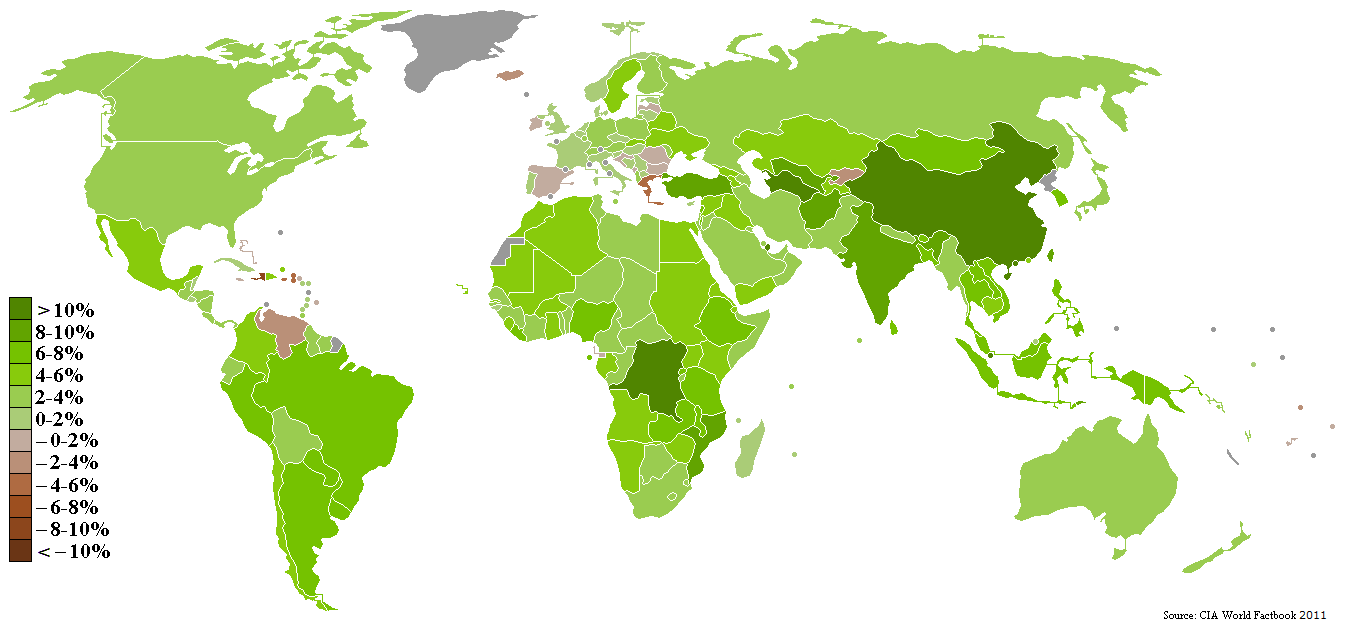
معدل النمو الحقيقي في الناتج المحلي الإجمالي لعام 2010.

يمكن تحديد إجمالي الناتج القومي Gross National Product بثلاث طرق، كلها يجب بشكل مبدئي، أن تعطي نفس النتيجة. وهي تتمثل في منهجية المنتج (أو المخرجات) ومنهجية الدخل ومنهجية المصروفات.
والطريقة الأكثر مباشرة بين تلك الطرق الثلاثة هي منهجية المنتج، والتي تجمع مخرجات كل فئة من فئات المشروعات للوصول إلى الإجمالي. وتعتمد منهجية المصروفات على المبدأ القائل بأن كل المنتجات يجب أن تُشْتَرَى من قبل الأشخاص، وبالتالي، فإن قيمة المنتج الإجمالي يجب أن تساوي إجمالي نفقات الأشخاص المتعلقة بشراء المنتجات. وتعتمد منهجية الدخل على المبدأ القائل بأن الدخول الخاصة بعوامل الإنتاج (أو ما يطلق عليهم «المنتجون» في اللغة العادية) يجب أن تساوي قيمة المنتجات الخاصة بهم، وهي تحدد إجمالي الناتج المحلي من خلال الوصول إلى مجموعة دخول المنتجين.
مثال: منهجية المصروفات:
إجمالي الناتج المحلي = الاستهلاك الخاص + إجمالي الاستثمار + الإنفاق الحكومي + (الصادرات - الواردات)، أو
إجمالي الناتج القومي = C + I + G + \ اليسار (X - M \ اليمين)
ملاحظة: «إجمالي» تعني أن إجمالي الناتج القومي يقيس الإنتاج بغض النظر عن الاستخدامات المتنوعة التي يمكن أن يُوضَع هذا الاستخدام بها. ويمكن استخدام الإنتاج من أجل الاستهلاك المباشر، أو من أجل الاستثمار في أصول أو مخزونات ثابتة جديدة، أو من أجل استبدال الأصول الثابتة التي يتم إهلاكها.

## الناتج المحلي الإجمالي مقابل الناتج القومي
الناتج المحلي الإجمالي يمكن أن يتعارض مع الناتج القومي الإجمالي أو الدخل الإجمالي القومي. الفرق هو أن الناتج المحلي الإجمالي يحدد نطاقه وفقاً للموقع، بينما الناتج القومي الإجمالي يحدد نطاقه وفقاَ للملكية. بشكل عالمي، الناتج المحلي الإجمالي العالمي هو نفسه الناتج القومي الإجمالي العالمي
الناتج المحلي الإجمالي هو المنتج داخل حدود الدولة، الناتج القومي الإجمالي هو المنتج بواسطة المنشئات التي يملكها مواطنون دولة ما. الناتج المحلي الإجمالي يساوي الناتج القومي الإجمالي إذا كانت كل المنشئات في الدولة يملكها مواطنو الدولة نفسها وهؤلاء المواطنون لا يمكلون أي منشئات في دول أخرى. عملياً، الملكيات الأجنبية تجعل الناتج المحلي الإجمالي والناتج القومي الإجمالي غير متطابقين. الإنتاج داخل حدود الدولة بواسطة منشأة يملكها شخص من خارج الدولة، يُحسب في الناتج المحلي الإجمالي وليس في الناتج القومي الإجمالي. وعلى الطرف الآخر، إنتاج منشأة ما في دولة أخرى لكن المنشأة مملوكة بواسطة أحد المواطنين يُحسب الإنتاج في الناتج القومي الإجمالي وليس في الناتج المحلي الإجمالي.
لنأخذ الولايات المتحدة كمثال، الناتج القومي الإجمالي لها هو قيمة المنتج بواسطة منشئات يملكها أمريكيون بغض النظر عن مكانها. وبالمثل إذا الدولة زادت دينها وأصبحت تنفق الكثير من دخلها في هذا الدين سينعكس بانخفاض الدخل القومي الإجمالي وليس انخفاض الناتج المحلي الإجمالي. أيضا، إذا الدولة باعت المصادر الطبيعية لمنشئات خارج الدولة هذا سيؤثر بانخفاض الدخل القومي الإجمالي وليس انخفاض الناتج المحلي الإجمالي. هذا يجعل الناتج المحلي الإجمالي مميزاً للسياسيين في الدول التي يقل حجم دينها وتزيد أصولها.
الدخل القومي الإجمالي يساوي الناتج المحلي الإجمالي زائداً الدخل المستلم في بقية العالم ناقصاً الدخل المدفوع لبقية العالم.
في عام 1991 الولايات المتحدة غيرت من استخدام الناتج القومي الإجمالي كمقياس رئيسي للإنتاج.

## مستوى المعيشة والناتج المحلي الإجمالي
الناتج المحلي الإجمالي ليس مقياساً لمستوى المعيشة في الإقتصاد، مع ذلك يُستخدم عادة كمقياس لمستوى المعيشة، والسبب ان كل المواطنين يستفيدون من زيادة الإنتاج في دولتهم. وأيضاً الناتج المحلي الإجمالي للفرد ليس مقياساً للدخل الفردي. الناتج المحلي الإجمالي ممكن أن يزيد مع إن الدخل الحقيقي للأغلبية ينخفض. أهم ميزة في الناتج المحلي الإجمالي للفرد كمؤشر لمستوى المعيشة هو أنه يقيس بشكل متكرر، واسع وثابت. يقيس بشكل متكرر في أغلب الدول التي تعطي بيانات عن الدخل المحلي الإجمالي بشكل ربع سنوي، حتى يمكن ملاحظة التغييرات والتوجهات بسرعة. ويقيس بشكل أكبر بسبب أن مقياس الناتج المحلي الإجمالي متوفر تقريباً لكل دول العالم، ليسمح بالمقارنة. ويقيس بشكل ثابت بسبب إن التعريف الخاص بالناتج المحلي الإجمالي ثابت نوعاً ما في الدول.
أهم سلبية هي أنه لا يقيس مستوى المعيشة. الناتج المحلي الإجمالي يتجه أن يكون مقياساً لحركات الاقتصاد المحلي إجمالاً – كنظرية مستقلة. الحجة في استخدام الناتج المحلي الإجمالي كبديل لمقياس المعيشة أنه ليس مؤشراً جيداً للمستوى المطلق لمستوى المعيشة، لكن مستوى المعيشة يتجه مع الناتج القومي المحلي للفرد، لذلك التغيير في مستوى المعيشة يمكن حسابة ببساطة من خلال التغيير في الناتج القومي الإجمالي.

## طرق حساب
يُحدد النّاتج المحلي الإجمالي بثلاث طرق أساسية ينبغي أن تسفر عن نفس النتيجة عندما تحسب جميعها بشكل صحيح، ويطلق غالبًا على هذه الطرق مسمى نهج، وهي: نهج الإنفاق، ونهج الإنتاج، ونهج الدخل.

## العوامل الخارجية
الناتج المحلي الإجمالي يستخدم استخدامًا واسعًا من الاقتصاديين لقياس التباطؤ الاقتصادي والتعافي بعده والقدرة النقدية للاقتصاد لمعالجة العوامل الخارجية. لم يقصد به أن يقيس العوامل الخارجية. وهو يقوم كمقياس متري لمستوى المعيشة الاسمي وهو ليس معدل حسب تكلفة المعيشة في المنطقة. الناتج المحلي الإجمالي هو مقياس محايد يوضح بتجرد قدرة الاقتصاد العامة على الدفع للعوامل الخارجية مثل الاهتمامات الاجتماعية والبيئية. أمثلة على العوامل الخارجية:
- توزيع الثروة – الناتج المحلي الإجمالي لا يحسب الفرق في الدخل بين المجموعات الديموغرافية المختلفة.
- المعاملات خارج السوق – الناتج المحلي الإجمالي يستثني الأنشطة التي لا تتم خلال السوق، مثل الإنتاج المنزلي والخدمات التطوعية. كنتيجة الناتج المحلي الإجمالي مقلل القيمة. الأعمال الغير مدفوعة على البرامج المجانية والمفتوحة المصدر (مثل لينكس) لا تُحْتَسَب في الناتج المحلي.
- الاقتصاد السفلي – الناتج المحلي الإجمالي الرسمي يقدر عدم احتساب الإقتصاد السفلي والسوق السوداء، في أي عمليات تضيف للإنتاج، مثل التجارة غير النظامية وإنشطة تجنب الضرائب، غير مسجلة، متسببة في تقليل قيمة الناتج المحلي الإجمالي.
- قيمة الأصول – الناتج المحلي الإجمالي لا يأخذ في الحسبان قيمة الأصول في الاقتصاد. وهذا يشابه تجاهل ميزانية شركة كاملة والحكم عليها عن طريق قائمة الدخل فقط.
- الاقتصاد غير المالي – الناتج المحلي الإجمالي يهمل الاقتصاد الذي لا يلعب المال دورا فيه، مؤثراً بالتالي على دقة الناتج المحلي الإجمالي. على سبيل المثال، في الدول التي يحدث فيها عمليات تجارية مهمة بشكل غير رسمي، أجزاء من الاقتصاد المحلي صعبة التسجيل. المقايضة يمكن أن تكون بارزة أكثر من أستخدام المال، وحتى في الخدمات (لقد ساعدتك في بناء منزلك قبل عشرة سنوات، ساعدني الآن)
- إنتاج الكفاف - الناتج المحلي الإجمالي أيضا يهمل إنتاج الكفاف وهو محاولة مجموعة ما إنتاج منتجات في فترة معينة بحيث لا تزيد ما يجب أن يستهلكوه في تلك الفترة لكي يبقوا على قيد الحياة.
- تطوير الجودة وإدراج منتجات جديدة – بدون تعديلات الجودة والمنتجات الجديدة، الناتج المحلي الإجمالي يقلل من النمو الإقتصادي الفعلي. على سبيل المثال، على الرغم من أن الحاسبات اليوم أرخص وأقوى من حاسبات الماضي، الناتج القومي الإجمالي يتعامل معها كنفس المنتج بحساب القيمة المالية فقط. إستحداث منتجات جديدة أيضاً هو شيء صعب القياس بدقة ولا ينعكس على الناتج المحلي الإجمالي على الرغم من حقيقة أنها ممكن أن ترفع مستوى المعيشة.
- مايتم إنتاجه - الناتج المحلي الإجمالي يحسب العمل المنتج وليس إجمالي النواتج في إصلاح الأضرار. على سبيل المثال، إدارة البناء بعد الكوارث الطبيعية أو الحرب يمكن أن تنتج كمية ملحوظة من النشاط الاقتصادي تأثر على الناتج المحلي الإجمالي. القيمة الاقتصادية للرعاية الطبية هو مثال كلاسيكي – يمكن أن ترفع الناتج المحلي الإجمالي إذا مرض الكثر من الناس وتلقوا علاجاً غالياً، لكنه وضع غير محبب. تقدير الاقتصاديات البديلة مثل مستوى المعيشة أو الدخل التقديري للفرد يحاول أن يقيس إنسانية النشاط الاقتصادي.
- استدامة النمو – الناتج المحلي الإجمالي هو مقياس للأنشطة الاقتصادية تاريخياً وليس ضرورياً توقع دولة حققت ناتج محلي إجمالي عالي من استخدام المصادر الطبيعية أو بسوء توزيع الإستثمار.
- الناتج المحلي الإجمالي الإسمي لا يقيس التغيير في القوى الشرائية أو تكلفة المعيشة في المنطقة، لذلك عندما يقل الناتج المحلي الإجمالي عبر الزمن، نموه ممكن أن يتغير بشكل كبير اعتماداً على سلة البضائع المستخدمة والحصص النسبية المستخدمة لتقليل رقم الناتج المحلي الإجمالي.
- المقارنات بين الدول في الناتج المحلي الإجمالي يمكن أن تكون غير دقيقة لأنها لا تأخذ في الحسبان الفوارق المحلية في جودة المنتجات، وحتى عند تعديلها للقوة الشرائية.

## قائمة بالدول حسب الناتج المحلي الإجمالي
- قائمة الدول حسب الناتج المحلي الإجمالي
- قائمة الدول حسب الناتج المحلي الإجمالي الاسمي للفرد

## اقرأ أيضاً
- نمو اقتصادي
- الناتج العالمي الخام
- قائمة الدول حسب الناتج المحلي الإجمالي (تعادل القوة الشرائية)
- إيراد محتمل
- قائمة البلدان حسب الناتج المحلي الإجمالي في الماضي والمستقبل (الاسمي) للفرد
- إجمالي الإنتاج